# Maneggi per maritare una figlia
Maneggi per maritare una figlia (I manezzi pe majâ na figgia), è una commedia teatrale in dialetto genovese scritta nel 1880 da Niccolò Bacigalupo e divenuta, a partire dal 1923, cavallo di battaglia dell'attore Gilberto Govi.

## Trama
Genova, tardo Ottocento. Stefano, detto Steva, è un imprenditore che vive agiatamente ma non nella comodità: è sempre in lotta con la moglie Luigia, detta Giggia, per le sorti di casa e della loro famiglia, essendo loro figlia Matilde ancora nubile, e per di più ogni suo capo di abbigliamento manca di bottoni, mentre madre e figlia passano le loro giornate a fare compere nei negozi del centro. 
Il suo mestiere è, alla lettera, "sensale di droghe", ossia commerciante di spezie e beni coloniali in senso lato (dall'Africa Orientale come dal Sudamerica di Buenos Aires) e non, come si potrebbe pensare, un semplice negoziante. Il che spiega la descrizione dei suoi impegni nella mattinata (nella più classica tradizione della commedia greco-romana) nei luoghi del grande commercio genovese: il porto, piazza Senarega, Soziglia e Campetto.
Tornato a casa, la cosa non prende una buona piega: giunto nella speranza di poter pranzare, scopre dalla domestica Colomba che avrebbe dovuto lui portare a casa un pesce da cucinare, stando alla moglie, per cui non c'è nulla da mangiare. Dopo l'ennesimo litigio, Stefano esce per andare a mangiare in trattoria. Intanto, Giggia e Metilde si preparano per passare il fine settimana alla villa. Poco dopo, arriva la cugina di Metilde, Carlotta, che si aggrega agli zii per venire in villa, prendendo un posto anche per suo fratello, Cesare, che è innamorato della cugina. Tuttavia, Metilde ha qualcun altro per la testa, il signor Riccardo, un ragazzo ben visto da Giggia, specie perché suo padre è un ricco senatore di Roma, e invitano alla villa anche lui ed il suo amico, il sagace Pippo sempre in vena di scherzi. Come Stefano torna, mezzo offeso per aver trovato gente a casa, la famiglia prende le valigie e va alla villa.
Arrivati in villa, Giggia, parlando con la figlia, capisce che le piace il signor Riccardo e che anche lui pare nutrire un certo interesse, anzi, quella mattina pare aver mandato un messaggio al padre per chiedere il suo parere sulla sua questione amorosa. Stefano, intanto, tenta di riferire a Cesare ciò di cui lui e suo fratello Michele, padre di Cesare e Carlotta, gli avrebbe detto ma Giggia, con una scusa, allontana Cesare e Matilde, chiedendo a Stefano di riferirle per prima cosa suo fratello gli avrebbe detto: Steva risponde che avrebbe saputo che a Cesare piace Matilde e vorrebbe chiedere la loro benedizione, ma Giggia è contraria: Matilde non è interessata a Cesare, bensì a Riccardo e che la loro unione potrebbe portare bene alla loro famiglia, specie dal punto di vista economico. 
Stefano è effettivamente allettato dall'idea, ma è anche troppo affezionato a Cesare per dirgli di no. Purtroppo, Cesare scopre le intenzioni della ragazza, origliando una conversazione tra Matilde e Riccardo. Alla villa, nel frattempo, giunge anche il signor Venanzio, un uomo colto che sembra avere in mano le sorti dei ragazzi, il quale parla a Steva e Giggia di un'eventuale matrimonio che potrebbe "interessare da vicino" la loro famiglia. Intanto, Giggia, sempre più convinta della riuscita dell'unione tra Matilde e Riccardo, sparge diverse voci sulle doti (inesistenti) di sua figlia, tra cui: una predisposizione ad eseguire le faccende domestiche (che lei non sa nemmeno iniziare) e un patrimonio dotale di cinquecentomila lire, una cifra enorme, laddove il padre era incerto se fosse possibile riuscire a stanziare due o tremila lire.
Il giorno dopo, sentendo Pippo, Stefano scopre che Riccardo non avrebbe mai pensato di sposare Matilde e che forse la situazione non corrisponde a come se la stavano immaginando. Ma la moglie non lo ascolta e riesce a convincere Cesare, con una menzogna e l'altra, che non gli cederanno la loro benedizione per sposare sua figlia. Cesare mangia la foglia e se ne va offeso. Poco dopo, però, arriva Matilde in lacrime che conferma che Riccardo non è interessato a lei, mettendo così in confusione Giggia ma rallegrando enormemente Steva (che si bea, per una volta, d'averla avuta vinta con la moglie). Per chiarimenti, la madre parla con il signor Venanzio e viene fuori la verità: Riccardo vuole sposare Carlotta. Infastidita, Giggia lo scaccia, ritenendolo un poco di buono per aver alimentato, peraltro frainteso, le loro aspirazioni. 
Con tutto il furore sparso dalla bile di Giggia e Matilde nei confronti di Riccardo e Carlotta, Cesare e Riccardo cercano spiegazioni, scoprendo così la verità. Non volendo fare una brutta figura, la madre, cercando (in maniera ridicola e patetica) di ribaltare la situazione, attribuisce al marito tutto il fraintendimento, dicendo che Cesare non le dispiace come partito per la figlia. Sorretto dagli applausi del pubblico, il padre  conclude rivolgendo a tutti una breve morale: quando arriverà il momento di pensare al matrimonio dei propri figli, bisogna farsi guidare dal cuore e dal cervello, non dall'avidità e dalla cupidigia.

## Rappresentazioni rilevanti
Nel 1923 viene portata in scena  da Gilberto Govi al Teatro dei Filodrammatici di Milano, riscuotendo un enorme successo.
Nel 1959 viene registrata per la televisione dal regista Vittorio Brignole, in una rappresentazione con i due storici protagonisti: Gilberto Govi e sua moglie Rina Gaioni.
Nel 2024 la commedia è riportata in scena da Tullio Solenghi (affiancato da Elisabetta Pozzi) e quindi riproposta in TV da Rai 5..